# Gouy (Aisne)
Gouy è un comune francese di 599 abitanti situato nel dipartimento dell'Aisne della regione dell'Alta Francia. Si trova nella parte nord-occidentale del dipartimento.
Il territorio comunale ospita la sorgente della Schelda.

## Società

### Evoluzione demografica
Abitanti censiti